# Dicranomyia selkirki
Dicranomyia selkirki är en tvåvingeart som beskrevs av Alexander 1920. Dicranomyia selkirki ingår i släktet Dicranomyia och familjen småharkrankar. Inga underarter finns listade i Catalogue of Life.